# Шолой (Сэцэн-хан)
Шолой-хан (монг. Шолой сэцэн хан; 1577—1652) — фактический основатель государства Сэцэн-ханов в Халхе.

## Жизнеописание
Происходил из рода Гэрсэндзэ (1513—1549), старшего сына великого хана Монголии Даян-хана. Сын Муру Буйми и внук Амин-нойона, обладавший владением в восточной Халхе. Родился в 1577 году, получив имя Далай. Точная дата наследования владений неизвестна. Был известен как Далай-хунтайджи. Впрочем, в 1587 году получил от Лайхор-хана, считавшегося старшим ханом Халхи, титул джинона, второго по рангу. В это же время принимает ламаизм, способствовавший его распространению в Восточной Халхе.
Участвовал в принятии общехалхских законов. В 1614 году участвовал в съезде ханов, состоявшемся перед кумирней Шолой-хана (по одной из версий, недалеко от современного города Ундурхан). В 1616 году Шолой стал участником еще одного халхского съезда. На протяжении 1620-х годов фактически установил власть над Восточной Халхой, в 1624 году принял титул сэцэн-хана («мудрого хана»), который был признан в 1633 году (письменно был зафиксирован в 1636 году).
В начале 1630-х годов оказал материальную помощь чахарскому хану Лигдэну, воевавшему с маньчжурами, но сам не вмешивавшийся. В 1634 году отправил посольство к маньчжурскому правителю Абахаю для установления дипломатических отношений. В то же время заключает союз с тушету-ханом Гомбодорджем, направленный против маньчжурского государства Цин, которое к тому времени захватило восточную и южную Монголию. В 1636 году Шолой-хан потерпел поражение от Цин, в результате чего произошло ослабление государства, в результате фактически оказался под превосходством тушету-ханов.
В 1640 году Шолой отправил сына для участия в монголо-ойратском курултае в Тарбагатае, где был принят Степной кодекс законов («Ики Цааджин Бичик»), основой которого стало обычное право монголов. В настоящее время угроза со стороны Цин усилилась, поскольку войска маньчжуров захватили Северный Китай. Шолой-хан стал принимать беглецов из Цин. В 1646 году это стало поводом к войне с маньчжурами. Получил помощь от тушету-хана. Но коалиция халхских ханов потерпела поражение от цинской армии во главе с бейлэ Додо в урочище Жажибулаг (недалеко от реки Туул). Однако ценская армия не могла дальше наступать из-за значительных потерь и необходимости помочь преодолеть сопротивление населения на юге Китая. В 1648 году Шолой-хан вместе с Гомбодорджем отверг требование ценского правительства признать свое превосходство.
Вместо этого попытался установить дипломатические отношения с Московским царством, отряды которого уже проникли в Восточное Забайкалье, племена которого платили дань сэцэн-хану. Впрочем, значительные потери в войне с Цин не позволили Шолой-хану организовать мощное сопротивление созданию казаками и московскими стрелками многочисленных острогов у Байкала. Вместе с тем противостояние с маньчжурами продолжалось до самой смерти Шолой-хана в 1652 году. Власть унаследовал его сын Баба-хан, правивший в 1652—1683 годах.
Сыновья: Мацари Иэлдэн Тушэту, Лабари Эрхэ-тайджи, Цабари Эрдэни-убаши, Баба Сэцэн-хан, Бумба Дархан хун-тайджи, Чойджаб-убаши хун-тайджи, бэйсэ Далай-джинон, бэйсэ Цабдан-джинон, Шара Даши Хатан Багатур, Далай хун-тайджи, бэйсэ Будаджаб-джинон.